# G-AGWH Star Dust
Star Dust (регистрационный номер G-AGWH) — транспортный самолёт Avro Lancastrian, принадлежавший компании British South American Airways (BSAA) и пропавший без вести 2 августа 1947 года в полёте из Буэнос-Айреса в Сантьяго. Непосредственно перед исчезновением от Star Dust было получено весьма странное сообщение, которое так и не было расшифровано.
На протяжении последующих 50 лет судьба самолёта оставалась неизвестной, но в конце 1990-х годов его обломки были найдены на горе Тупунгато в аргентинских Андах. Проведенное в 2000 году расследование заключило, что самолёт разбился в результате столкновения с землёй в управляемом полёте.

## Обстоятельства инцидента и расследование
На борту Star Dust было 6 пассажиров и 5 членов экипажа. Самолёт покинул буэнос-айресский аэропорт «Морон» в 13:46, направляясь в Сантьяго. Бо́льшая часть полёта прошла без каких-либо происшествий, но после того, как в 17:41 от Star Dust было получено сообщение «ETA SANTIAGO 17.45 HRS STENDEC», вся связь с ним прервалась. После 5 дней интенсивных поисков с участием как чилийских и аргентинских поисковых команд, так и других пилотов BSAA, никаких следов Star Dust так и не удалось найти. Выдвигались различные предположения относительно его судьбы:
- что он стал жертвой диверсии, направленной против BSAA (эта версия стала особенно популярной после исчезновения двух других самолётов, принадлежавших BSAA — Star Tiger и Star Ariel[англ.]);
- что на его борту была заложена бомба с целью уничтожить дипломатические документы, перевозимые пассажиром Полом Симпсоном;
- и даже что он был похищен или уничтожен в результате встречи с НЛО (идея, выдвинутая некоторыми из исследователей, пытавшихся объяснить смысл последнего сообщения от Star Dust).

В 1998 году два аргентинских альпиниста нашли остатки авиационного мотора на горе Тупунгато в 80 километрах к востоку от Сантьяго. В 2000 году экспедиция аргентинской армии обнаружила в том же месте другие обломки крушения, включая пропеллер и отлично сохранившееся колесо от шасси, а также человеческие останки. В 2002 году 5 жертв были опознаны с помощью анализа ДНК.
Исследование пропеллера и колес шасси показало, что мотор самолёта работал на полной мощности в момент крушения, в то время как шасси было убрано в фюзеляж — что говорит скорее о столкновении с землёй, чем об аварии во время экстренной посадки. Предполагается, что самолёт попал в высотное струйное течение, и из-за сложных погодных условий экипаж сделал ошибку в определении его местоположения, полагая, что он уже миновал наиболее высокие участки хребта. Как результат, самолёт начал снижаться, готовясь к приземлению в Сантьяго, и в итоге не смог избежать столкновения с горой Тупунгато. Скорее всего, Star Dust врезался в почти вертикальную стену снега и льда, которая обрушилась и завалила его обломки, скрыв их от поисковиков более чем на 50 лет. Согласно этой версии, обстоятельства крушения Star Dust напоминают обстоятельства катастрофы 13 октября 1972 года в том же регионе.

## STENDEC
Если начало последнего сообщения Star Dust, очевидно, значило: «Ожидаемое время прибытия в Сантьяго — 17:45», то смысл последнего слова в нём («STENDEC») до сих пор остается неясным и не позволяет поставить окончательную точку в расследовании причин этой катастрофы. Нет даже сколько-нибудь убедительных предположений о том, что могло значить это слово (хотя было замечено, что оно является анаграммой к слову «DESCENT» (в переводе на русский язык — спуск, снижение), вполне подходящему по смыслу к ситуации со Star Dust).
По словам оператора радиостанции в аэропорту Сантьяго, сообщение было передано кодом Морзе на большой скорости, но громко и ясно. Так как он не понял последнее слово в нём, то просил повторить его два раза, и оба раза получил один и тот же ответ: «STENDEC». Таким образом, вероятность ошибки при приеме является крайне небольшой.
- В 2000 году сюжет[1] о катастрофе Star Dust был показан в телепередаче Horizon по каналу BBC, после чего редакция передачи сделала подборку возможных версий[2] расшифровки слова «STENDEC». Прежде всего они исключили вероятность того, что это слово является аббревиатурой (например, «Santiago tower message now descending entering cloud», «Stardust tank empty no diesel expected crash», и т. п.), так как подобное сообщение практически наверняка не могло быть понято получателем. Что же касается возможной анаграммы к слову «descent», то после сравнения записи этих слов азбукой Морзе они также пришли к выводу, что ошибочная передача или прием этого слова 3 раза подряд крайне маловероятны:

-.. / . / … / -.-. / . / -. / - (Descent)

… / — / . / -. / -.. / . / -.-. (STENDEC)
- Слова «STENDEC» и «Stardust» больше похожи друг на друга, но тоже не до степени смешения:

… /- /.-/ .-./ -../ ..-/ …/ - (Stardust)

… / — / . / -. / -.. / . / -.-. (STENDEC)
- Рассматривались и такие варианты возможной ошибки в приеме «морзянки»:

- «EC» (. /-.-.) вместо «AR» (.- /.-.)
- «ST» (… /-) вместо «V» (…- )

Таким образом, оригинальное сообщение могло выглядеть так: «V END AR», где «V» — знак начала голосовой передачи, а «AR» — знак окончания передачи телеграфом. Впрочем, слово «END» в этом случае выглядит совершенно лишним; к тому же непонятно, почему «V» находится в середине, а не в конце сообщения. Другое предположение — что экипаж Star Dust хотел уведомить аэропорт о задержке в пути, но пропустил первые две точки в сообщении (или по какой-то причине они не были приняты все 3 раза):
. / — / .- / .-.. / .- / — / . (ETA LATE)

… / — / . / -. / -.. / . / -.-. (STENDEC)
Эта версия выглядит ещё более маловероятной, так как время прибытия было передано в том же сообщении.
- Согласно ещё одной версии[3], последним словом в сообщении могло быть «VALP», это могло означать, что самолёт сбился с курса и теперь направляется в аэропорт Вальпараисо. На это указывает следующее:

1. Утверждается, что сообщение заканчивалось сигналами / — - . /, а не чётко переданной буквой C (которая в азбуке Морзе имеет код / — . — . /);
2. Известно, что в азбуке Морзе нет правила, запрещающего делать коды одних букв идентичными начальным частям кодов других букв. Поэтому букву V, читающуюся как

/ . . . — /,
можно ошибочно интерпретировать как две буквы ST:
/ . . . / — /

Так или иначе, корреспонденты BBC сделали вывод, что команда Star Dust во время передачи последнего сообщения не ожидала столкновения с землёй или ещё каких-либо проблем с самолётом, иначе им ничего не помешало бы передать просто «SOS». Вариант с приступом гипоксии, заставившем оператора 3 раза подряд передать неверное сообщение, представляется возможным, но очень маловероятным. В целом, по заключению редакции Horizon, в отсутствие каких-либо новых фактов, способных пролить свет на значение слова «STENDEC», оно скорее всего так и останется загадкой.
Наиболее вероятной версией объяснения слова «STENDEC» является искаженное при передаче «STR DEC» (распространенное сокращение от англ. starting descent «начинаю снижение»), что совпадает со «STENDEC» с точностью до пауз между буквами. Сочетание EN на морзянке будет . -., а R .-. Ошибка принимающего оператора становится очевидной — букву R он принял за сочетание EN, которое на морзянке звучит также.